# Hans-Dieter Schlimmer
Hans-Dieter Schlimmer (* 20. August 1954 in Landau in der Pfalz) war von 2008 bis 2015 der erste und bis zur Gegenwart der einzige Oberbürgermeister der Stadt Landau in der Pfalz mit SPD-Parteibuch.

## Leben
Schlimmer ist einer von vier Söhnen des selbständigen Stuckateurmeisters Hans Gerhard Schlimmer und seiner Frau Elisabeth. Nach dem Fachabitur ging er zum Studium der Sozialarbeit und Sozialpädagogik an die Evangelische Fachhochschule Ludwigshafen, wo er das Diplom mit Auszeichnung erwarb.
Es folgten rechtswissenschaftliche Studien an der Universität Heidelberg. Danach absolvierte Schlimmer seinen Zivildienst im Städtischen Krankenhaus Hetzelstift in Neustadt an der Weinstraße.
Nach einer beruflichen Tätigkeit im Sozialdienst der Stadt Karlsruhe und im Suchtbereich des Pfalzklinikum für Psychiatrie und Neurologie war Schlimmer seit 1985 pädagogischer Leiter des Pfalzinstituts für Kinder- und Jugendpsychiatrie in Klingenmünster. Er wurde in das Direktorium der Klinik bestellt und war bis 1998 als Pädagogisch-pflegerischer Leiter für die mehr als hundert Mitarbeiter verantwortlich.
Hans-Dieter Schlimmer ist geschieden und hat eine Tochter. Inzwischen lebt er in einer Partnerschaft.
Am 16. Januar 2025 wurde Hans-Dieter Schlimmer die Ehrenbürgerwürde der Stadt Landau in der Pfalz verliehen.

## Politische Laufbahn
1972 trat Schlimmer in die SPD ein, wo er sich viele Jahre ehrenamtlich engagierte. Während seiner Studienzeit war Schlimmer nebenberuflich für Klaus von Dohnanyi sowie für Kurt Beck tätig. Lange war er Vorsitzender der Landauer Jungsozialisten. Seit 1979 gehörte er dem Stadtrat an und fungierte von 1986 bis 1998 als SPD-Fraktionsvorsitzender.
1998 erfolgte die Wahl zum Bürgermeister der Stadt Landau, ein Amt, das er neun Jahre bekleidete. Nach 60 Jahren ununterbrochen von der CDU geführten Stadtregierungen wurde Schlimmer 2007 als erster SPD-Kandidat gewählt und trat am 1. Januar 2008 die Nachfolge von Christof Wolff als Oberbürgermeister an. Bei einer Wahlbeteiligung von 42,8 Prozent brachte er es auf 62,5 Prozent der Stimmen. Die Wahl war bundesweit in den Fokus geraten, nachdem etwa zwei Wochen zuvor publik geworden war, dass der CDU-Kandidat Kai Schürholt unrechtmäßig einen Doktortitel geführt hatte. Dieser Skandal und die Tatsache, dass die CDU nach Schürholts Rückzug von der Kandidatur keinen anderen Bewerber hatte fristgerecht aufstellen können, trugen zu Schlimmers Wahlsieg bei.